# Alexander Mollinger
Godard Alexander Gerrit Philip Mollinger (Utrecht, 8 maart 1836 – aldaar, 14 september 1867) was een Nederlands kunstschilder.

## Leven en werk
Mollinger werd geboren als zoon van een infanterieofficier. Hij doorliep de Utrechtse stadstekenschool en ging in Utrecht in de leer bij Willem Benedictus Stoof (1816 - 1900) en bij zijn broer Louis Mollinger (1825 - 1860), die zich als portretschilder in Utrecht gevestigd had. Van 1856 tot 1858 kreeg hij in Brussel lessen van Willem Roelofs met wie hij sterk bevriend raakte.
Roelofs beschouwde hem als zijn meest veelbelovende leerling. Alexander legde zich toe op het landschapschilderen in de stijl van de Barbizonschool en ontwikkelde zich tot een schilder met een apart gevoel voor kleur en compositie. Zijn werk had veel succes in Engeland (internationale tentoonstelling Londen 1862) en Schotland (tentoonstelling Edinburgh 1866). In de zomer van 1866 kwam de Schotse schilder Sir George Reid (1841 - 1913) naar Utrecht om bij Alexander les te nemen. Reid introduceerde in Schotland de manier van schilderen die hij in Nederland had opgedaan, waarmee hij overigens niet ieders waardering oogstte.
Samen met Roelofs schilderde en aquarelleerde Mollinger onder andere in Meerkerk, Abcoude en Drenthe. Zijn toekomst zag er voorspoedig uit, ware het niet dat in 1865 de eerste tekenen van longtuberculose zich openbaarden. Zijn artistieke ontwikkeling bleef daardoor steken op de drempel van de Haagse School, de richting waarin Willem Roelofs iets later furore maakte. Ook Mollingers vrienden Jozef Israëls en Adolph Artz zouden hun grote bekendheid als Haagse Schoolschilders verwerven.
In 1866 en 1867 verbleef Mollinger enkele maanden in Menton (Franse Rivièra) om te kuren, maar de slopende ziekte werd hem uiteindelijk fataal. In de tweede helft van 1867 overleed hij in het ouderlijk huis te Utrecht, door velen betreurd, niet alleen vanwege zijn fraai en kundig schilderwerk, maar ook om zijn innemende persoonlijkheid. Op de Begraafplaats Soestbergen in Utrecht wordt de plek waar hij zijn laatste rustplaats vond, gemarkeerd door een gedenkteken, waarvoor vrienden en bewonderaars het geld bijeenbrachten.

## Galerij

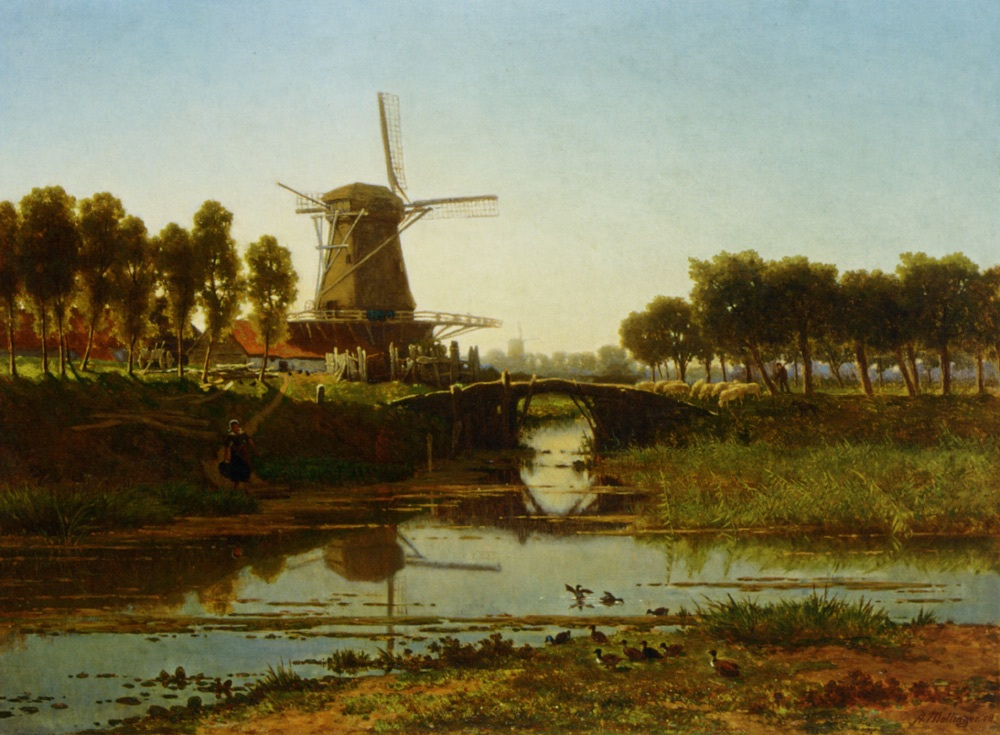
Windmolen in een zomerlandschap, 1858
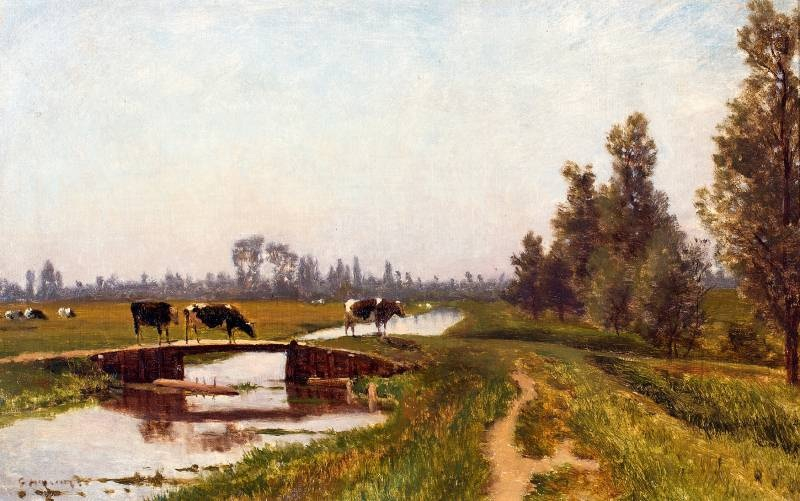
Zomerlandschap met koeien bij een brug, ca. 1860